# Renate Knaup
Renate Knaup, auch Renate Knaup-Krötenschwanz, Renate Aschauer-Knaup oder Henriette Kroetenschwanz, (* 1. Juli 1948) ist eine deutsche Sängerin und Wegbereiterin des Krautrock bzw. der Kosmischen Musik.

## Leben
Knaup wuchs im Allgäu als Tochter eines Musikers auf, der auch zeitweise als Begleitmusiker von Lale Andersen tätig war. Ihre Brüder Karl (* 1950) und Herbert Knaup (* 1956) sind als Schauspieler bekannt.
Mit 19 Jahren ging sie nach München, wo sie in eine Kunstkommune einzog und 1968 Sängerin der Musikgruppe Amon Düül II wurde. Der Durchbruch gelang der Krautrockband mit ihrem Album Yeti zuerst in England, dann im restlichen Europa und Deutschland. Es folgten diverse Studio- und Livealben, Tourneen, Festivals und TV-Auftritte.
Mitte der 1970er Jahre wurde sie zudem Sängerin der Gruppe Popol Vuh.
2017 trat sie mit dem Electronic-Projekt Dot Product von Chris Jarman und Adam Winchester aus Bristol auf.
Seit 2013 lebt Knaup in Berlin.  Aus der Ehe mit dem Schauspieler Philipp Sonntag hat sie eine Tochter.

## Diskografie
- 1968: Amon Düül II – plays Phallus Dei
- 1969: Amon Düül II – Phallus Dei
- 1970: Amon Düül II – Yeti
- 1971: Amon Düül II – Tanz der Lemminge
- 1972: Amon Düül II – Carnival in Babylon
- 1973: Amon Düül II – Wolf City
- 1973: Amon Düül II – Utopia
- 1973: Amon Düül II – Live in London BBC 1973
- 1974: Amon Düül II – Vive la Trance
- 1974: Maschine Nr. 9 – Headmovie
- 1975: Amon Düül II – Hijack
- 1975: Amon Düül II – Made in Germany
- 1975: Popol Vuh – Live in Milan
- 1976: Popol Vuh – Letzte Tage, letzte Nächte
- 1979: Popol Vuh – Die Nacht der Seele
- 1981: Popol Vuh – Sei still, wisse ICH BIN
- 1981: Amon Düül II – Vortex
- 1983: Popol Vuh – Agape Agape Love Love
- 1985: Popol Vuh – Spirit of Peace
- 1987: Popol Vuh – Cobra Verde
- 1991: Popol Vuh – For You and Me
- 1995: Amon Düül II – Nada Moonshine
- 1996: Amon Düül II – Live in Tokio
- 2011: Sivert Høyem: Long Slow Dance